# Compagnie ferroviaire du Sud de la France
Ne doit pas être confondu avec Compagnie des chemins de fer du Sud de la France.
Cet article concerne une compagnie historique. Pour l'entreprise qui l'a précédé, voir Chemins de fer de Provence.
La Compagnie ferroviaire du Sud de la France (CFSF) était une filiale des Chemins de fer et transport automobile (CFTA, filiale de Transdev) qui exploitait la ligne de Nice à Digne.

## Histoire
Au 1er janvier 2007, la région Provence-Alpes-Côte d'Azur a pris seule le relais du « Syndicat mixte Méditerranée-Alpes » (SYMA), qui a disparu après l'annulation des délégations de service public par la Cour administrative d'appel de Marseille pour vice de procédure.
L'unique ligne dite « Chemins de fer de Provence » est alors reprise par la CFTA (précédemment concessionnaire via le SYMA) qui décide de créer une filiale nommée Compagnie ferroviaire du Sud de la France (CFSF) suivant une autre procédure.
L’expiration de sa concession a eu lieu le 1er janvier 2014, la région PACA a alors repris l'exploitation sous forme de régie directe nommée, la régie régionale des transports de Provence-Alpes-Côte d'Azur,.
Elle est à distinguer de l'ancienne Compagnie des chemins de fer du Sud de la France (SF) qui exploitait la même ligne entre 1888 et 1925.